# Чемпионат мира по полумарафону 1992
Чемпионат мира по полумарафону 1992 года прошёл 20 сентября в Ньюкасл-апон-Тайне (Великобритания). Дистанция полумарафона проходила по улицам города. Всего было проведено 2 забега. Определялись чемпионы в личном первенстве и в командном. Командный результат — складываются три лучших результата от страны и по сумме наименьшего времени определяются чемпионы. В соревнованиях приняли участие 204 легкоатлета из 36 стран мира.

## Результаты

### Мужчины
| Первенство | Золото                                                     | Серебро                                                          | Бронза                                                                |
| Личное     | Бенсон Мася 1:00.24                                        | Антонио Силио 1:00.40                                            | Боай Аконай 1:00.45                                                   |
| Командное  | Кения · Бенсон Мася · Ламек Агута · Джозеф Кейно · 3:02.25 | Великобритания · Дэвид Льюис · Пол Эванс · Карл Такери · 3:04.54 | Бразилия · Артур Кастро · Рональдо да Коста · Делмир Сантос · 3:05.56 |

### Женщины
| Первенство | Золото                                                           | Серебро                                                                 | Бронза                                                     |
| Личное     | Лиз Макколган 1:08.53                                            | Мэгуми Фудзивара 1:09.21                                                | Розанна Мунеротто 1:09.38                                  |
| Командное  | Япония · Мэгуми Фудзивара · Миёко Асахина · Эрико Асаи · 3:30.39 | Великобритания · Лиз Макколган · Андреа Уаллас · Сюзанна Ригг · 3:33.05 | Румыния · Анюта Катуна · Юлия Негура · Аура Буиа · 3:33.27 |